# Ginette Dreyfus
Pour les articles homonymes, voir Dreyfus.
Ginette Dreyfus, née le 31 octobre 1912 à Strasbourg, morte le 6 août 1985 au Havre, est une historienne française de la philosophie, spécialiste de Malebranche. Elle est considérée comme l'héritière intellectuelle de Martial Gueroult, aux côtés de Jules Vuillemin et Victor Goldschmidt.

## Biographie
Née en 1916, agrégée de philosophie en 1945, Ginette Dreyfus obtient en 1958 le prix Victor-Delbos pour son ouvrage La volonté selon Malebranche, publié chez Vrin la même année. Elle soutient en Sorbonne le 10 janvier 1959 ses thèses de doctorat sur la base du même travail sous la direction de Martial Gueroult, et d'obtenir une médaille du CNRS pour la meilleure thèse de l'année 1959. 
Elle devient alors maître assistant à l'université d'Alger, puis à l'Université de Caen, puis est en poste à l'université de Caen avant d'être élue professeur à l'université de Rouen, où elle reste jusqu'à sa retraite. Elle assume également un enseignement régulier à l'université Laval, au Québec. Dans la lignée des travaux de Martial Gueroult, elle approfondit les articulations structurales de la philosophie  et de son histoire.

## Publications
- La volonté selon Malebranche, coll. « Bibliothèque d'histoire de la philosophie », Paris : Vrin, 1958.
- Malebranche : Traité de la nature et de la grâce ; introduction philosophique, notes et commentaires du texte de 1712, texte de l'édition originale de 1680, 2 vol., coll. « Bibliothèque des textes philosophiques », Paris : Vrin, 1958.
- Ginette Dreyfus est l'éditrice posthume de la Dianoématique de Martial Gueroult[6].